# Macrosiphum venaefuscae
Macrosiphum venaefuscae är en insektsart som beskrevs av Davis 1914. Macrosiphum venaefuscae ingår i släktet Macrosiphum och familjen långrörsbladlöss. Inga underarter finns listade i Catalogue of Life.